# Anson, Texas
Anson är administrativ huvudort i Jones County i Texas. Orten har fått sitt namn efter Anson Jones som var Republiken Texas president då Texas annekterades av USA. Enligt 2020 års folkräkning hade Anson 2 294 invånare.